# كلوك تاور (لعبة فيديو 1996)
كلوك تاور (بالإنجليزية: Clock Tower) (باليابانية:クロックタワー2) ، هي لعبة فيديو من نوع رعب البقاء، أنتجت سنة 1996م وطورها من قبل شركة هيومان انترتنمنت، وصدرت باللغة الإنجليزية بعد عام .

## قصة اللعبة
تدور قصة اللعبة حول أحد أبطال اللعبة وهم يتجولون في إحدى الأحياء الراقية في النرويج ، وتفاجأ احدهم بحضور الوحش البشري وهو يملك المقص الكبير ليقتل أحد أبطال اللعبة، فيبحث أحدهم بطرق أخرى للتخلص من هذا الوحش البشري.

## وصلات خارجية
مواقع رسمية
- Clock Tower at Agetec
- English game audio samples at AudioAtrocities.com

معلومات وتقارير عن اللعبة
- Clock Tower على موقع غيم فاكس
- Clock Tower at موبي جيمز
- GT Countdown - Top Ten Scariest Games - Clock Tower was voted as number 10
- Le Manoir Burroughs نسخة محفوظة 7 أغسطس 2020 على موقع واي باك مشين. A French fan site.